# 土地乡 (临武县)
土地乡，是中华人民共和国湖南省郴州市临武县下辖的一个乡镇级行政单位。

## 行政区划
土地乡下辖以下地区：
土地村、小湾村、石里村、大泉村、横圳村、枫桥村、张家村、腊水村、山塘村、古城村、玉美村、书楼村、力坪村、寺冲村和龙归坪社区村。